# Acindino (Carras)
Acindino (em latim: Acindynus) foi um governador bizantino de Carras (atual Harrã), ativo no reinado do imperador Maurício (r. 582–602). Foi acusado de ser pagão e foi executado. As principais fontes sobre ele são crônicas siríacas, em particular a Crônica de Miguel, o Sírio e a Crônica de 1234. A fonte de ambos os relatos foi a crônica perdida de Dionísio I de Tel Mare.

## Vida
As principais fontes sobre sua vida são crônicas siríacas, em particular a Crônica de Miguel, o Sírio e a Crônica de 1234. A fonte de ambos os relatos foi a crônica perdida de Dionísio I de Tel Mare. Segundo as obras, foi governador de Carras (Harrã) em Osroena. O termo usado, hegemon, normalmente implica um governador civil, mas os governadores civis de Osroena geralmente estavam estacionados em Edessa. Assim, ele foi provavelmente um comandante militar estacionado na cidade secundária. Os relatos siríacos concordam que o próprio imperador Maurício autorizou o bispo Estêvão de Harrã a perseguir os pagãos de sua região. Durante a perseguição, os acusados puderam escolher entre uma conversão forçada ao cristianismo e a morte. Acindino era conhecido por ser um cristão, mas seu escriba / secretário Iário (Miguel, o Sírio) / Honório (Crônica de 1234) o acusou de praticar secretamente o paganismo. Estêvão executou Acindino, seja por empalamento ou crucificação, e ele foi sucedido por Iário.

## Interpretações
Os eventos podem ser datados por volta de 589. John Liebeschuetz conecta a narrativa a uma onda de perseguições religiosas que começou em 578. O imperador Justiniano I (r. 527–565) havia iniciado a busca por criptopagãos entre as fileiras dos cristãos. Mas a aplicação de suas leis sobre o assunto foi "espasmódica". Em outras palavras, explosões repentinas de atividade na perseguição de pagãos alternavam com períodos em que ninguém estava procurando suspeitos ativamente. Em 578, as autoridades bizantinas receberam relatórios sobre uma revolta iminente de criptopagãos em Balbeque. Teófilo, um funcionário que já havia enfrentado revoltas de judeus e samaritanos, foi encarregado de localizar os referidos criptopagãos. Os suspeitos foram presos, interrogados sob tortura e forçados a delatar outros "pagãos". Logo, Teófilo tinha listas de nomes, incluindo cidadãos proeminentes espalhados pelas províncias orientais do Império Bizantino. A perseguição se espalhou para o resto dessas províncias.
O próprio Teófilo havia visitado Edessa no curso de suas investigações. Alegou ter interrompido um sacrifício a Zeus que acontecia dentro da cidade. Prendeu Anatólio e Teodoro, respectivamente o governador da província de Osroena e seu segundo em comando. Foram transportados primeiro para Antioquia para seu interrogatório e depois para Constantinopla para seu julgamento. Liebeschuetz vê essas atividades como uma "caça às bruxas" regular, onde todos são suspeitos. Aponta que muitos dos "pagãos" executados provavelmente eram cristãos reais. Liebeschuetz e outros historiadores modernos apontam o envolvimento dos monofisistas nesses eventos. O último reinado favorável a eles foi o de Anastácio I (r. 491–518). Desde 518, eram vistos como hereges, com "suas igrejas e mosteiros (...) passíveis de serem confiscados, e seus bispos serem exilados e presos". No entanto, participaram com entusiasmo na busca por criptopagãos. Provavelmente viram isso como uma oportunidade para desacreditar seus inimigos, já que muitos dos "suspeitos" eram calcedônios proeminentes. Por exemplo, o patriarca de Antioquia Gregório I (571–593) foi acusado de participar de um sacrifício humano.